# Александрово (Хасковская область)
Александрово (болг. Александрово) — село в Болгарии. Находится в Хасковской области, входит в общину Хасково. Население составляет 282 человека.

## Политическая ситуация
В местном кметстве Александрово, в состав которого входит Александрово, должность кмета (старосты) исполняет Надежда Тодорова Добрева (коалиция партий: партия «Родина», демократический союз «Радикалы») по результатам выборов.
Кмет (мэр) общины Хасково — Георги Иванов Иванов (коалиция партий: партия «Родина», демократический союз «Радикалы») по результатам выборов.